# Iberkeltia

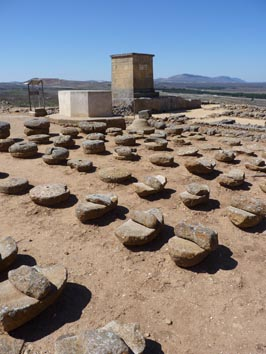
Molinos de mano. Numancia (Soria)

Territorio Iberkeltia 2.0, en España, es un proyecto de cooperación interterritorial con el objetivo de potenciar el desarrollo de las zonas rurales despobladas mediante la puesta en valor de su patrimonio histórico y arqueológico. El ámbito del proyecto comprende la serranía Celtibérica, entre las cuencas del Duero, Tajo y Ebro.

## Historia
El proyecto surgió en 2009 como la consolidación del trabajo realizado entre 2004 y 2009 con Paisajes de la Celtiberia, un proyecto financiado con fondos Leader. Las zonas de actuación comprenden la promoción del patrimonio celtibérico con la creación de museos, aulas arqueológicas y centros de interpretación, y la organización de exposiciones, talleres formativos y jornadas divulgativas y la mejora de la señalización de yacimientos y rutas para realizar visitas. El proyecto se puso en marcha contó con una subvención del Ministerio de Medio Ambiente, Medio Rural y Marino de 750.000 euros para su desarrollo hasta 2012.

## Ámbito geográfico
La zona de interés del proyecto comprende nueve grupos de desarrollo rural repartidos por cuatro comunidades autónomas: Jiloca-Gallocanta, Tierras del Moncayo y Calatayud-Aranda en Aragón; Manchuela Conquense, Molina de Aragón-Alto Tajo y Serranía de Cuenca en Castilla-La Mancha; Noreste de Soria y Tierras Sorianas del Cid en Castilla y León; y La Rioja Suroriental en La Rioja.